# ناحية جديدة الشط
ناحية جديدة الشط هي ناحية عراقية تقع في محافظة ديالى شمال شرقي محافظة بغداد وتبعد عن مركز المحافظة بعقوبة حوالي 30 كم وتتبع قضاء الخالص ويقدر عدد سكان الناحية بحوالي 30 الف نسمة